# Municipalitate (Statele Unite ale Americii)
Municipalitate, în engleză municipality, în Statele Unite ale Americii, este orice localitate sau zonă teritorială care este încorporată, adică prezintă un anumit grad, mai redus sau mai ridicat, de organizare și guvernare locală.
Municipalități "tipice" sunt localitățile urbane de ordin întăi, orașele (în engleză cities) și cele de ordin doi, târgurile (în engleză towns),  localitățile rurale, satele, (în engleză villages) și cătunele, (în engleză hamlets), respectiv zonele care sunt subdiviziuni de ordin trei ale Statelor Unite, districtele civile (în engleză townships sau engleză boroughs, în Pennsylvania).

## Vedeți și
- Borough (Statele Unite ale Americii)
- Cătun (Statele Unite ale Americii)
- District civil (Statele Unite ale Americii)
- District desemnat (Statele Unite ale Americii)
- District topografic (Statele Unite ale Americii)
- Loc desemnat pentru recensământ (Statele Unite ale Americii)
- Localitate neîncorporată (Statele Unite ale Americii)
- Municipalitate (Statele Unite ale Americii)
- Oraș (Statele Unite ale Americii)
- Precinct (Statele Unite ale Americii)
- Rezervație amerindiană (Statele Unite ale Americii)
- Sat (Statele Unite ale Americii)
- Târg (Statele Unite ale Americii)
- Township (Statele Unite ale Americii)
- Zonă de recensământ (Statele Unite ale Americii)
- Zonă metropolitană (Statele Unite ale Americii)
- Zonă micropolitană (Statele Unite ale Americii)

## Alte legături interne
- Categorie:Liste de orașe din Statele Unite după stat
- Categorie:Liste de târguri din Statele Unite după stat
- Categorie:Liste de districte civile din Statele Unite după stat
- Categorie:Liste de sate din Statele Unite după stat
- Categorie:Liste de comunități neîncorporate din Statele Unite după stat
- Categorie:Liste de localități dispărute din Statele Unite după stat
- Categorie:Liste de comunități desemnate pentru recensământ din Statele Unite după stat